# Campeonato Mundial de Naciones Emergentes de la IHF
El Campeonato Mundial de Naciones Emergentes de la IHF es un torneo de selecciones a nivel mundial organizado por la Federación Internacional de Balonmano que reúne a las selecciones de países que están comenzando a desarrollar el balonmano, y que por ello, aún no están capacitadas para clasificarse para el Mundial de Balonmano.
Se celebró por primera vez en 2015, con sede en Kosovo.

## Ediciones
| 2015 | Kosovo   | Islas Feroe | 27–24 | Letonia | Kosovo   | 28–16 | Uruguay     |
| 2017 | Bulgaria | Islas Feroe | 26–25 | Turquía | Kosovo   | 32–25 | Chipre      |
| 2019 | Georgia  | Georgia     | 31-21 | Cuba    | Bulgaria | 47-31 | Reino Unido |
| 2023 | Bulgaria | Cuba        | 28-18 | Chipre  | Bulgaria | 47-18 | India       |

## Medallero histórico
| Núm. | País        | Oro | Plata | Bronce | Total |
| ---- | ----------- | --- | ----- | ------ | ----- |
| 1    | Islas Feroe | 2   | 0     | 0      | 2     |
| 2    | Cuba        | 1   | 1     | 0      | 2     |
| 3    | Georgia     | 1   | 0     | 0      | 1     |
| 4    | Letonia     | 0   | 1     | 0      | 1     |
| 5    | Turquía     | 0   | 1     | 0      | 1     |
| 6    | Chipre      | 0   | 1     | 0      | 1     |
| 7    | Kosovo      | 0   | 0     | 2      | 2     |
| 8    | Bulgaria    | 0   | 0     | 2      | 2     |
|      | TOTAL       | 4   | 4     | 4      | 12    |